# Campeonato da Europa de Atletismo de 1938
A 2ª edição do Campeonato da Europa de Atletismo foi realizada em 1938 em dois locais. As provas masculinas foram em Paris, em França entre 3 e 5 de Setembro. A competição feminina foi em Viena, na Austria (então parte da Alemanha Nazi) em 17 e 18 de Setembro. Foi a primeira vez que se realizaram provas femininas e a única ocasião que a competição foi dividida por dois locais.
As provas masculinas ocorreram no Stade Olympique de Colombes e totalizaram 23 eventos. O facto mais marcante foi a quebra do recorde europeu pelo atleta britânico Donald Finlay nos 110 metros com barreiras.
Os 9 eventos femininos ocorreram no Praterstadion, de salientar a marca de recorde do mundo pela italiana Claudia Testoni nos 80 metros com barreiras. Dora Ratjen, da Alemanha, foi inicialmente declarada vencedora do salto em altura, mas isso foi invalidado depois da descoberta que de facto era um homem.

## Medalhados

### Homens[2]
| Evento                                                                   | Ouro                                                                            | Ouro        | Prata                                                                           | Prata     | Bronze                                                                                     | Bronze    |
| ------------------------------------------------------------------------ | ------------------------------------------------------------------------------- | ----------- | ------------------------------------------------------------------------------- | --------- | ------------------------------------------------------------------------------------------ | --------- |
| 100 metros                                                               | Tinus Osendarp · Países Baixos                                                  | 10.5 CR     | Orazio Mariani · Itália                                                         | 10.6      | Lennart Strandberg · Suécia                                                                | 10.6      |
| 200 metros                                                               | Tinus Osendarp · Países Baixos                                                  | 21.2 CR     | Jakob Scheuring · Alemanha                                                      | 21.6      | Alan Pennington · Grã-Bretanha                                                             | 21.6      |
| 400 metros                                                               | Godfrey Brown · Grã-Bretanha                                                    | 47.4 CR     | Karl Baumgarten · Países Baixos                                                 | 48.2      | Erich Linnhoff · Alemanha                                                                  | 48.8      |
| 800 metros                                                               | Rudolf Harbig · Alemanha                                                        | 1:50.6 CR   | Jacques Levèque · França                                                        | 1:51.6    | Mario Lanzi · Itália                                                                       | 1:52.0    |
| 1 500 metros                                                             | Sydney Wooderson · Grã-Bretanha                                                 | 3:53.6 CR   | Joseph Mostert · Bélgica                                                        | 3:54.5    | Luigi Beccali · Itália                                                                     | 3:55.2    |
| 5 000 metros                                                             | Taisto Mäki · Finlândia                                                         | 14:26.8 CR  | Henry Jonsson · Suécia                                                          | 14:27.4   | Kauko Pekuri · Finlândia                                                                   | 14:29.2   |
| 10 000 metros                                                            | Ilmari Salminen · Finlândia                                                     | 30:52.0 CR  | Giuseppe Beviacqua · Itália                                                     | 30:53.2   | Max Syring · Alemanha                                                                      | 30:57.8   |
| 110 metros barreiras                                                     | Donald Finlay · Grã-Bretanha                                                    | 14.3 ER     | Håkan Lidman · Suécia                                                           | 14.5      | Reinden Brasser · Países Baixos                                                            | 14.8      |
| 400 metros barreiras                                                     | Prudent Joye · França                                                           | 53.1 CR     | József Kovács · Hungria                                                         | 53.3      | Kell Areskoug · Suécia                                                                     | 53.6      |
| 3 000 metros obstáculos                                                  | Lars Larsson · Suécia                                                           | 9:16.2      | Ludwig Kaindl · Alemanha                                                        | 9:19.2    | Alf Lindblad · Finlândia                                                                   | 9:21.4    |
| 4×100 metros estafetas                                                   | Alemanha · Manfred Kersch · Gerd Hornberger · Karl Neckermann · Jakob Scheuring | 40.9 CR     | Suécia · Gösta Klemming · Åke Stenqvist · Lennart Lindgren · Lennart Strandberg | 41.1      | Grã-Bretanha · Maurice Scarr · Godfrey Brown · Arthur Sweeney · Ernest Page                | 41.2      |
| 4×400 metros estafetas                                                   | Alemanha · Hermann Blazejezak · Manfred Bues · Erich Linnhoff · Rudolf Harbig   | 3:13.7 CR   | Grã-Bretanha · John Barnes · Alfred Baldwin · Alan Pennington · Godfrey Brown   | 3:14.9    | Suécia · Lars Nilsson · Carl Hendrik Gustafsson · Börje Thomasson · Bertil von Wachenfeldt | 3:17.3    |
| Maratona                                                                 | Väinö Muinonen · Finlândia                                                      | 2:37:28.8   | Squire Yarrow · Grã-Bretanha                                                    | 2:39:03.0 | Henry Palmé · Suécia                                                                       | 2:42:13.6 |
| 50 km marcha                                                             | Harold Whitlock · Grã-Bretanha                                                  | 4:41:51     | Herbert Dill · Alemanha                                                         | 4:43:54   | Edgar Bruun · Noruega                                                                      | 4:44:35   |
| Salto em altura                                                          | Kurt Lundqvist · Suécia                                                         | 1.97 m      | Kalevi Kotkas · Finlândia                                                       | 1.94 m    | Lauri Kalima · Finlândia                                                                   | 1.94 m    |
| Salto à vara                                                             | Karl Sutter · Alemanha                                                          | 4.05 m CR   | Bo Ljungberg · Suécia                                                           | 4.00 m    | Piere Ramadier · França                                                                    | 4.00 m    |
| Salto em comprimento                                                     | Wilhelm Leichum · Alemanha                                                      | 7.65 m CR   | Arturo Maffei · Itália                                                          | 7.61 m    | Luz Long · Alemanha                                                                        | 7.56 m    |
| Triplo salto                                                             | Onni Rajasaari · Finlândia                                                      | 15.32 m CR  | Jouko Norén · Finlândia                                                         | 14.95 m   | Karl Kotratschek · Alemanha                                                                | 14.73 m   |
| Lançamento do peso                                                       | Aleksander Kreek · Estónia                                                      | 15.83 m CR  | Gerhard Stöck · Alemanha                                                        | 15.59 m   | Hans Woellke · Alemanha                                                                    | 15.52 m   |
| Lançamento do disco                                                      | Willy Schröder · Alemanha                                                       | 49.70 m     | Giorgio Oberweger · Itália                                                      | 49.48 m   | Gunnar Bergh · Suécia                                                                      | 48.72 m   |
| Lançamento do martelo                                                    | Karl Hein · Alemanha                                                            | 58.77 m CR  | Erwin Blask · Alemanha                                                          | 57.34 m   | Oscar Malmbrant · Suécia                                                                   | 51.23 m   |
| Lançamento do dardo                                                      | Matti Järvinen · Finlândia                                                      | 76.87 m CR  | Yrjö Nikkanen · Finlândia                                                       | 75.00 m   | József Várszegi · Hungria                                                                  | 72.78 m   |
| Decatlo                                                                  | Olle Bexell · Suécia                                                            | 6870 pts CR | Witold Gierutto · Polónia                                                       | 6661 pts  | Josef Neumann · Suíça                                                                      | 6444 pts  |
| WR - recorde mundial; ER - recorde europeu; CR - recorde dos campeonatos |                                                                                 |             |                                                                                 |           |                                                                                            |           |

### Mulheres[3]
| Evento                                             | Ouro                                                             | Ouro    | Prata                                                                                         | Prata   | Bronze                                                                       | Bronze  |
| -------------------------------------------------- | ---------------------------------------------------------------- | ------- | --------------------------------------------------------------------------------------------- | ------- | ---------------------------------------------------------------------------- | ------- |
| 100 metros                                         | Stanisława Walasiewicz · Polónia                                 | 11.9    | Käthe Krauß · Alemanha                                                                        | 12.0    | Fanny Blankers-Koen · Países Baixos                                          | 12.0    |
| 200 metros                                         | Stanisława Walasiewicz · Polónia                                 | 23.8    | Käthe Krauß · Alemanha                                                                        | 24.4    | Fanny Blankers-Koen · Países Baixos                                          | 24.9    |
| 80 metros barreiras                                | Claudia Testoni · Itália                                         | 11.6 WR | Lisa Gelius · Alemanha                                                                        | 11.7    | Catherina Ter Braake · Países Baixos                                         | 11.8    |
| 4×100 metros estafetas                             | Alemanha · Josefine Kohl · Käthe Krauß · Emmy Albus · Ida Kühnel | 46.8    | Polónia · Jadwiga Gawronska · Barbara Ksiazkiewicz · Otylia Kaluzowa · Stanisława Walasiewicz | 48.2    | Itália · Maria Alfero · Maria Apollonio · Rosetta Cattaneo · Italia Lucchini | 49.4    |
| Salto em altura                                    | Ibolya Csák · Hungria                                            | 1.64 m  | Nelly van Balen-Blanken · Países Baixos                                                       | 1.64 m  | Feodora zu Solms · Alemanha                                                  | 1.64 m  |
| Salto em comprimento                               | Irmgard Praetz · Alemanha                                        | 5.88 m  | Stanisława Walasiewicz · Polónia                                                              | 5.81 m  | Gisela Voß · Alemanha                                                        | 5.47 m  |
| Lançamento do peso                                 | Hermine Schröder · Alemanha                                      | 13.29 m | Gisela Mauermayer · Alemanha                                                                  | 13.27 m | Wanda Flakowicz · Polónia                                                    | 12.55 m |
| Lançamento do disco                                | Gisela Mauermayer · Alemanha                                     | 44.80 m | Hilde Sommer · Alemanha                                                                       | 40.95 m | Paula Mollenhauer · Alemanha                                                 | 39.81 m |
| Lançamento do dardo                                | Lisa Gelius · Alemanha                                           | 45.58 m | Susanne Pastoors · Alemanha                                                                   | 44.14 m | Luise Krüger · Alemanha                                                      | 42.49 m |
| WR - recorde mundial; CR - recorde dos campeonatos |                                                                  |         |                                                                                               |         |                                                                              |         |

## Quadro de medalhas
| Ordem | País          | Medalha de ouro | Medalha de prata | Medalha de bronze | Total |
| ----- | ------------- | --------------- | ---------------- | ----------------- | ----- |
| 1     | Alemanha      | 12              | 11               | 9                 | 32    |
| 2     | Finlândia     | 5               | 3                | 3                 | 11    |
| 3     | Reino Unido   | 4               | 2                | 2                 | 8     |
| 4     | Suécia        | 3               | 4                | 6                 | 13    |
| 5     | Polónia       | 2               | 3                | 1                 | 6     |
| 6     | Países Baixos | 2               | 2                | 4                 | 8     |
| 7     | Itália        | 1               | 4                | 3                 | 8     |
| 8=    | França        | 1               | 1                | 1                 | 3     |
| 8=    | Hungria       | 1               | 1                | 1                 | 3     |
| 10    | Estónia       | 1               | 0                | 0                 | 1     |
| 11    | Bélgica       | 0               | 1                | 0                 | 1     |
| 12=   | Noruega       | 0               | 0                | 1                 | 1     |
| 12=   | Suíça         | 0               | 0                | 1                 | 1     |
| Total | Total         | 32              | 32               | 32                | 96    |